# クリティクス・チョイス・ムービー・アワード アニメ映画賞
クリティクス・チョイス・ムービー・アワード アニメ映画賞（クリティクス・チョイス・ムービー・アワード アニメえいがしょう、Critics' Choice Movie Award for Best Animated Feature）は、クリティクス・チョイス・アワードのアニメ映画に対する賞であり、クリティクス・チョイス・アソシエーションがその年の優れたアニメーション映画に贈る映画賞である。1998年より設置された。

## 受賞とノミネートの一覧
セルの背景が青いものが受賞作品。

### 1990年代
| 年度 | 作品名                           | 監督                                                             |
| ---- | -------------------------------- | ---------------------------------------------------------------- |
| 1998 | バグズ・ライフ（タイ）           | ジョン・ラセター アンドリュー・スタントン                        |
| 1998 | プリンス・オブ・エジプト（タイ） | サイモン・ウェルズ ブレンダ・チャップマン スティーヴ・ヒックナー |
| 1999 | トイ・ストーリー2                | ジョン・ラセター リー・アンクリッチ アッシュ・ブラノン           |

### 2000年代
| 年度 | 作品名                                 | 監督                                                               |
| ---- | -------------------------------------- | ------------------------------------------------------------------ |
| 2000 | チキンラン                             | ピーター・ロード ニック・パーク                                    |
| 2000 | ダイナソー                             | エリック・レイトン ラルフ・ゾンダグ                                |
| 2000 | ラマになった王様                       | マーク・ディンダル                                                 |
| 2001 | シュレック                             | アンドリュー・アダムソン ヴィッキー・ジェンソン                    |
| 2001 | モンスターズ・インク                   | ピート・ドクター リー・アンクリッチ デヴィッド・シルヴァーマン     |
| 2001 | ウェイキング・ライフ                   | リチャード・リンクレイター                                         |
| 2002 | 千と千尋の神隠し                       | 宮崎駿                                                             |
| 2002 | アイス・エイジ                         | クリス・ウェッジ カルロス・サルダーニャ                            |
| 2002 | リロ・アンド・スティッチ               | クリス・サンダース ディーン・デュボア                              |
| 2002 | スピリット                             | ケリー・アスバリー ローナ・クック                                  |
| 2003 | ファインディング・ニモ                 | アンドリュー・スタントン リー・アンクリッチ                        |
| 2003 | ブラザー・ベア                         | アーロン・ブレイズ ボブ・ウォーカー                                |
| 2003 | ベルヴィル・ランデブー                 | シルヴァン・ショメ                                                 |
| 2004 | Mr.インクレディブル                    | ブラッド・バード                                                   |
| 2004 | シュレック2                            | アンドリュー・アダムソン ケリー・アズベリー コンラッド・ヴァーノン |
| 2004 | ポーラー・エクスプレス                 | ロバート・ゼメキス                                                 |
| 2005 | ウォレスとグルミット 野菜畑で大ピンチ! | ニック・パーク スティーヴ・ボックス                                |
| 2005 | チキン・リトル                         | マーク・ディンダル                                                 |
| 2005 | ティム・バートンのコープスブライド     | ティム・バートン マイク・ジョンソン                                |
| 2005 | ハウルの動く城                         | 宮崎駿                                                             |
| 2005 | マダガスカル                           | エリック・ダーネル トム・マクグラス                                |
| 2006 | カーズ                                 | ジョン・ラセター ジョー・ランフト                                  |
| 2006 | マウス・タウン ロディとリタの大冒険    | デヴィッド・バワーズ サム・フェル                                  |
| 2006 | ハッピー フィート                      | ジョージ・ミラー ジュディ・モリス ウォーレン・コールマン           |
| 2006 | モンスター・ハウス                     | ギル・キーナン                                                     |
| 2006 | 森のリトル・ギャング                   | ティム・ジョンソン キャリー・カークパトリック                      |
| 2007 | レミーのおいしいレストラン             | ブラッド・バード ヤン・ピンカヴァ                                  |
| 2007 | ビー・ムービー                         | スティーヴ・ヒックナー サイモン・J・スミス                         |
| 2007 | ベオウルフ/呪われし勇者                | ロバート・ゼメキス                                                 |
| 2007 | ペルセポリス                           | マルジャン・サトラピ ヴァンサン・パロノー                          |
| 2007 | ザ・シンプソンズ MOVIE                 | デヴィッド・シルヴァーマン                                         |
| 2008 | WALL・E/ウォーリー                     | アンドリュー・スタントン                                           |
| 2008 | ボルト                                 | クリス・ウィリアムズ バイロン・ハワード                            |
| 2008 | カンフー・パンダ                       | マーク・オズボーン ジョン・スティーヴンソン                        |
| 2008 | マダガスカル2                          | エリック・ダーネル トム・マクグラス                                |
| 2008 | 戦場でワルツを                         | アリ・フォルマン                                                   |
| 2009 | カールじいさんの空飛ぶ家               | ピート・ドクター ボブ・ピーターソン                                |
| 2009 | くもりときどきミートボール             | フィル・ロード クリストファー・ミラー                              |
| 2009 | コララインとボタンの魔女 3D            | ヘンリー・セリック                                                 |
| 2009 | ファンタスティック・Mr.FOX             | ウェス・アンダーソン                                               |
| 2009 | プリンセスと魔法のキス                 | ロン・クレメンツ ジョン・マスカー                                  |

### 2010年代
| 年度 | 作品名                                             | 監督                                                       |
| ---- | -------------------------------------------------- | ---------------------------------------------------------- |
| 2010 | トイ・ストーリー3                                  | リー・アンクリッチ                                         |
| 2010 | 怪盗グルーの月泥棒 3D                              | ピエール・コフィン クリス・ルノー                          |
| 2010 | ヒックとドラゴン                                   | ディーン・デュボア クリス・サンダース                      |
| 2010 | イリュージョニスト                                 | シルヴァン・ショメ                                         |
| 2010 | 塔の上のラプンツェル                               | バイロン・ハワード ネイサン・グレノ                        |
| 2011 | ランゴ                                             | ゴア・ヴァービンスキー                                     |
| 2011 | タンタンの冒険/ユニコーン号の秘密                  | スティーヴン・スピルバーグ                                 |
| 2011 | アーサー・クリスマスの大冒険                       | バリー・クック サラ・スミス                                |
| 2011 | カンフー・パンダ2                                  | ジェニファー・ユー                                         |
| 2011 | 長ぐつをはいたネコ                                 | クリス・ミラー                                             |
| 2012 | シュガー・ラッシュ                                 | リッチ・ムーア                                             |
| 2012 | メリダとおそろしの森                               | マーク・アンドリュース ブレンダ・チャップマン              |
| 2012 | フランケンウィニー                                 | ティム・バートン                                           |
| 2012 | マダガスカル3                                      | エリック・ダーネル コンラッド・ヴァーノン トム・マクグラス |
| 2012 | パラノーマン ブライス・ホローの謎                  | サム・フェル クリス・バトラー                              |
| 2012 | ガーディアンズ 伝説の勇者たち                      | ピーター・ラムジー                                         |
| 2013 | アナと雪の女王                                     | クリス・バック ジェニファー・リー                          |
| 2013 | クルードさんちのはじめての冒険                     | カーク・デミッコ クリス・サンダース                        |
| 2013 | 怪盗グルーのミニオン危機一発                       | ピエール・コフィン クリス・ルノー                          |
| 2013 | モンスターズ・ユニバーシティ                       | ダン・スキャンロン                                         |
| 2013 | 風立ちぬ                                           | 宮崎駿                                                     |
| 2014 | LEGO ムービー                                      | フィル・ロード クリストファー・ミラー                      |
| 2014 | ベイマックス                                       | ドン・ホール クリス・ウィリアムズ                          |
| 2014 | ブック・オブ・ライフ 〜マノロの数奇な冒険〜        | ホルヘ・グティエレス                                       |
| 2014 | ボックストロール                                   | グラハム・アナブル アンソニー・スタキ                      |
| 2014 | ヒックとドラゴン2                                  | ディーン・デュボア                                         |
| 2014 | ペンギンズ FROM マダガスカル ザ・ムービー          | エリック・ダーネル サイモン・J・スミス                     |
| 2015 | インサイド・ヘッド                                 | ピート・ドクター ロニー・デル・カルメン                    |
| 2015 | アノマリサ                                         | チャーリー・カウフマン デューク・ジョンソン                |
| 2015 | アーロと少年                                       | ピーター・ソーン                                           |
| 2015 | I LOVE スヌーピー THE PEANUTS MOVIE                | スティーヴ・マルティノ                                     |
| 2015 | 映画 ひつじのショーン 〜バック・トゥ・ザ・ホーム〜 | マーク・バートン リチャード・スターザック                  |
| 2016 | ズートピア                                         | リッチ・ムーア バイロン・ハワード ジャレド・ブッシュ       |
| 2016 | ファインディング・ドリー                           | アンドリュー・スタントン アンガス・マクレーン              |
| 2016 | KUBO/クボ 二本の弦の秘密                           | トラヴィス・ナイト                                         |
| 2016 | モアナと伝説の海                                   | ロン・クレメンツ ジョン・マスカー                          |
| 2016 | レッドタートル ある島の物語                        | マイケル・デュドク・ドゥ・ヴィット                         |
| 2016 | トロールズ                                         | マイク・ミッチェル                                         |
| 2017 | リメンバー・ミー                                   | リー・アンクリッチ                                         |
| 2017 | 生きのびるために                                   | ノラ・トゥーミー                                           |
| 2017 | 怪盗グルーのミニオン大脱走                         | カイル・バルダ ピエール・コフィン                          |
| 2017 | レゴバットマン ザ・ムービー                        | クリス・マッケイ                                           |
| 2017 | ゴッホ 最期の手紙                                  | ドロタ・コビエラ ヒュー・ウェルチマン                      |
| 2017 | スマーフ スマーフェットと秘密の大冒険              | ケリー・アズベリー                                         |
| 2018 | スパイダーマン:スパイダーバース                    | ボブ・ペルシケッティ ピーター・ラムジー ロドニー・ロスマン |
| 2018 | グリンチ                                           | スコット・モシャー ヤーロウ・チェイニー                    |
| 2018 | インクレディブル・ファミリー                       | ブラッド・バード                                           |
| 2018 | 犬ヶ島                                             | ウェス・アンダーソン                                       |
| 2018 | 未来のミライ                                       | 細田守                                                     |
| 2018 | シュガー・ラッシュ:オンライン                      | リッチ・ムーア フィル・ジョンストン                        |
| 2019 | トイ・ストーリー4                                  | ジョシュ・クーリー                                         |
| 2019 | スノーベイビー                                     | ジル・カルトン                                             |
| 2019 | アナと雪の女王2                                    | クリス・バック ジェニファー・リー                          |
| 2019 | ヒックとドラゴン 聖地への冒険                      | ディーン・デュボア                                         |
| 2019 | 失くした体                                         | ジェレミー・クラパン                                       |
| 2019 | ミッシング・リンク 英国紳士と秘密の相棒            | クリス・バトラー                                           |

### 2020年代
| 年度 | 作品名                                             | 監督                                                                  |
| ---- | -------------------------------------------------- | --------------------------------------------------------------------- |
| 2020 | ソウルフル・ワールド                               | ピート・ドクター                                                      |
| 2020 | 2分の1の魔法                                       | ダン・スキャンロン                                                    |
| 2020 | フェイフェイと月の冒険                             | グレン・キーン                                                        |
| 2020 | 映画 ひつじのショーン UFOフィーバー!               | リチャード・スターザック ウィル・ベッカー                             |
| 2020 | ウィロビー家の子どもたち                           | クリス・パーン                                                        |
| 2020 | ウルフウォーカー                                   | トム・ムーア ロス・スチュアート                                       |
| 2021 | ミッチェル家とマシンの反乱                         | マイク・リアンダ                                                      |
| 2021 | FLEE フリー                                        | ヨナス・ポヘール・ラスムセン                                          |
| 2021 | あの夏のルカ                                       | エンリコ・カサローザ                                                  |
| 2021 | ミラベルと魔法だらけの家                           | ジャレド・ブッシュ バイロン・ハワード                                 |
| 2021 | ラーヤと龍の王国                                   | ドン・ホール カルロス・ロペス・エストラーダ                           |
| 2022 | ギレルモ・デル・トロのピノッキオ                   | ギレルモ・デル・トロ マーク・グスタフソン                             |
| 2022 | マルセル 靴をはいた小さな貝                        | ディーン・フライシャー・キャンプ                                      |
| 2022 | 長ぐつをはいたネコと9つの命                        | ジョエル・クローフォード                                              |
| 2022 | 私ときどきレッサーパンダ                           | ドミー・シー                                                          |
| 2022 | ウェンデルとワイルド                               | ヘンリー・セリック                                                    |
| 2023 | スパイダーマン:アクロス・ザ・スパイダーバース      | ホアキン・ドス・サントス ジャスティン・K・トンプソン ケンプ・パワーズ |
| 2023 | 君たちはどう生きるか                               | 宮崎駿                                                                |
| 2023 | マイ・エレメント                                   | ピーター・ソーン                                                      |
| 2023 | ニモーナ                                           | トロイ・クイーン                                                      |
| 2023 | ミュータント・タートルズ：ミュータント・パニック！ | ジェフ・ロウ                                                          |
| 2023 | ウィッシュ                                         | クリス・バック ファウン・ヴィーラスンソーン                           |
| 2024 | 野生の島のロズ                                     | クリス・サンダース                                                    |
| 2024 | Flow                                               | ギンツ・ジルバロディス                                                |
| 2024 | インサイド・ヘッド2                                | ケルシー・マン                                                        |
| 2024 | かたつむりのメモワール                             | アダム・エリオット                                                    |
| 2024 | ウォレスとグルミット 仕返しなんてコワくない!       | ニック・パーク マーリン・クロシンガム                                 |